# El Tigre : Les Aventures de Manny Riviera
Pour les articles homonymes, voir El Tigre.
El Tigre : Les Aventures de Manny Riviera (El Tigre: The Adventures of Manny Rivera) est une série télévisée d'animation américaine en 26 épisodes de 24 minutes créée par Sandra Equihua et Jorge R. Gutierrez et diffusée du 19 février 2007 au 13 septembre 2008 sur Nickelodeon.
Au Québec, la série est diffusée à partir de l'automne 2008 sur Vrak.TV, et en France à partir du 1er janvier 2009 sur Nickelodeon France. Depuis 2015 sur Canal+ Family Dans l'émission Cartoon+

## Synopsis
Manny Riviera est un jeune garçon de treize ans qui peut se transformer en justicier masqué. Accompagné de Frida, sa meilleure amie, Manny passe son temps à jouer le super héros comme son père ou le super méchant comme son grand-père.

## Épisodes
| Saison | Saison | Épisodes | États-Unis      | États-Unis        | France          | France        |
| Saison | Saison | Épisodes | Début de saison | Fin de saison     | Début de saison | Fin de saison |
| ------ | ------ | -------- | --------------- | ----------------- | --------------- | ------------- |
|        | 1      | 17       | 19 février 2007 | 13 septembre 2008 |                 |               |

### Première saison (2007-2008)
1. Crépuscule d'un héros / La nuit du Croquecamole (A Hero / Tigre Forever)
2. La corneille débarque / Pour une poignée de malabars (Enter the Cuervo / Fistful of Collars)
3. Tricher, c'est gagner / El tigre, le tiran (Fool's Goal / El Tigre, El Jefe)
4. Une doublure du mulet zébré / Adieu, mon meilleur ami (Zebra Donkey / Adios Amigos)
5. Maman / Vielles casseroles (The Mother of All Tigres / Old Money)
6. Leçon de ponctualité / Nouba à tout casser (The Late Manny Rivera / Party Monsters)
7. Enfant au poil / Puma Loco redore son blason (Moustache Kid / Puma Licito)
8. Homme de bonne volonté / Raid sur la ville (Miracle City Worker / Dia De Los Malos)
9. Verte la panthère / Le fils du levant (Yellow Pantera / Rising Son)
10. El Tigresa / La gloire du bourricot albinos (La Tigressa / Curse of the Albino Burrito)
11. La ballade de Frida Suarez / Le grand prix (Ballad of Frida Suarez / Fool Speed Ahead)
12. La bande des baccantes / La fiancée de Puma Loco (Miracle City Undercover / The Bride of Puma Loco)
13. Le grand clash / Gentil n'a qu'un œil (Clash of the Titan / Eye Caramba!)
14. Titre français inconnu (The Grave Escape)
15. Burricot, mon acolyte / Un appât pour le dragon serpent (Burrito's Little Helper / Crouching Tigre, Hidden Dragon)
16. Cactus kid / Le gant de maman (The Cactus Kid / A Mother's Glove)
17. Titre français inconnu (Decision of Destiny)
18. Titre français inconnu (A Fistful of Nickels / Animales)
19. Tigre + Cuervo Forever / Titre français inconnu (Tigre + Cuervo Forever / The Thing That Ate Frida's Brain)
20. Titre français inconnu (Stinking Badges / Mech Daddy)
21. Titre français inconnu (The Return of Plata Peligrosa / Chupacabros)
22. Titre français inconnu (Love and War / Wrong and Dance)
23. Grosso Sole Mio / Silver Wolf (Oso Sole Mio / Silver Wolf)
24. Le projet de corneille / Les jumeaux au bec d'or (The Cuervo Project / The Golden Eagle Twins)
25. La fête des Pères / Pour l'amour d'une moustache (Dia De Los Padres / Moustache Love)
26. L'école n'est pas finie / Sans ceinture, bottes ni chapeau (Back to Escuela / No Boots, No Belt No Brero)

## Distribution

### Voix françaises
- Sébastien Desjours : Manny « El Tigre » Riviera
- Karine Foviau : Frida Suarez
- Yann Peira : Rodolfo « La Panthère Blanche » Riviera
- Christophe Lemoine : Dr Chipolata, Dr Chipolata Jr, Uno
- Jean-Claude Donda : Grand Papi « El Puma Loco »
- Dorothée Jemma : Maria Riviera

- Version française
  - Studio de doublage : SOFI
  - Direction artistique : Laura Préjean
  - Adaptation : Catherine Zitouni

## Commentaires
Le titre de la série El Tigre signifie « Le Tigre ».
La série se passe au Mexique, il y a de nombreuses références mexicaines et les créateurs sont mexicains, mais la série est américaine.